# Gymnastiek op de Middellandse Zeespelen 1959
Gymnastiek is een van de sporten die beoefend werden tijdens de Middellandse Zeespelen 1959 in Beiroet, Libanon. Er waren acht onderdelen, alle voor mannen.

## Uitslagen
| Event         | Goud                          | Goud       | Zilver                  | Zilver     | Brons                                       | Brons      |
| ------------- | ----------------------------- | ---------- | ----------------------- | ---------- | ------------------------------------------- | ---------- |
| Meerkamp team | Verenigde Arabische Republiek | 333,00 ptn | Frankrijk               | 332,00 ptn | Verenigde Arabische Republiek               | 328,85 ptn |
| Meerkamp      | Robert Caymaris               | 55,60 ptn  | Ismail Mohamed Abdallah | 55,55 ptn  | Ahmed Ghoneim                               | 54,80 ptn  |
| Vloer         | Ahmed Issa Allam              | 18,80 ptn  | Ahmed Ghoneim           | 18,80 ptn  | Robert Caymaris                             | 18,65 ptn  |
| Paard         | Michel Mathiot                | 18,25 ptn  | Robert Caymaris         | 18,00 ptn  | Bernard Jaillard                            | 17,15 ptn  |
| Ringen        | Sharat Abdel Waress           | 19,35 ptn  | Ahmed Ghoneim           | 19,15 ptn  | Ismail Mohamed Abdallah                     | 19,00 ptn  |
| Sprong        | Ahmed Issa Allam              | 19,00 ptn  | Ahmed Ghoneim           | 18,60 ptn  | Jaime Belenguer Hervas Mohamed Dakkli Amine | 18,55 ptn  |
| Brug          | Ahmed Ghoneim                 | 19,25 ptn  | Raymond Dot             | 19,05 ptn  | Robert Caymaris Ismail Mohamed Abdallah     | 19,00 ptn  |
| Rekstok       | Ismail Mohamed Abdallah       | 19,00 ptn  | Michel Mathiot          | 18,85 ptn  | Raymond Dot                                 | 18,70 ptn  |

## Medaillespiegel
| Plaats | Land                          | Goud | Zilver | Brons | Totaal |
| 1      | Verenigde Arabische Republiek | 5    | 4      | 5     | 14     |
| 2      | Frankrijk                     | 3    | 4      | 4     | 11     |
| 3      | Spanje                        | 0    | 0      | 1     | 1      |
| Totaal | Totaal                        | 8    | 8      | 10    | 26     |

1951 · 1955 · 1959 · 1963 · 1967 · 1971 · 1975 · 1979 · 1983 · 1987 · 1991 · 1993 · 1997 · 2001 · 2005 · 2009 · 2013 · 2018 · 2022
Atletiek · Basketbal · Boksen · Gewichtheffen · Gymnastiek · Paardensport · Schermen · Schietsport · Schoonspringen · Voetbal · Volleybal · Waterpolo · Wielersport · Worstelen · Zeilen · Zwemmen